# Zabala

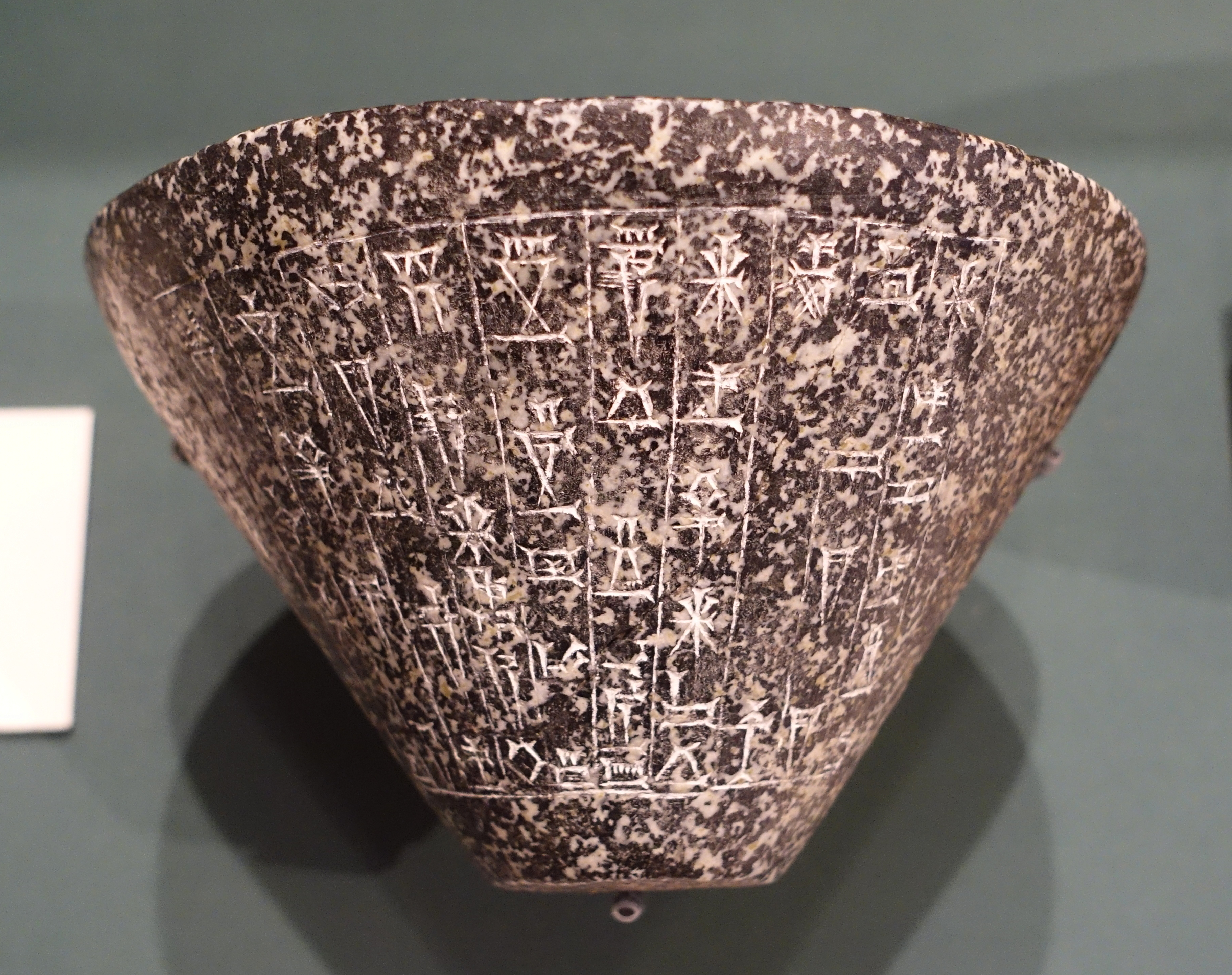
Kamienne naczynie z inskrypcją dedykującą ten przedmiot Inanie z Zabalam; czasy Rim-Sina I (1822-1763 p.n.e.), króla Larsy.

Zabala, Zabalam (sum. zabala/zabalam(ZA.MÚŠ.UNUG)ki, też zábala/zábalam(ZA.MÙŠ.UNUG)ki) – starożytne miasto w południowej Mezopotamii, w III tys. p.n.e. należące do sumeryjskiego miasta-państwa Umma. Obecnie identyfikowane ze stanowiskiem archeologicznym Tell Ibzêh (też Tell Ibzaykh) leżącym w prowincji Zi Kar w Iraku.

## Stanowisko
Stanowisko Tell Ibzêh leży ok. 18 km na północ od starożytnej Ummy. Najbardziej charakterystycznym jego elementem jest wzgórze (kryjące najprawdopodobniej pozostałości ziguratu), które wznosi się na wysokość ok. 30-40 metrów ponad otaczającą je równinę. Na stanowisku tym nigdy nie były prowadzone poważniejsze prace archeologiczne, a współcześnie mocno ucierpiało ono w wyniku zakrojonych na szeroką skalę nielegalnych wykopalisk. Najwięcej zniszczeń poczyniono w rejonie na północ od wzgórza, gdzie odkopane zostały pozostałości trzech dużych budowli.

## Historia
W III tys. p.n.e. miasto Zabala uzależnione było politycznie od sąsiadującej z nim Ummy. Akadyjski król Rimusz (ok. 2278-2270 p.n.e.) wspomina w swej inskrypcji o wielkiej bitwie z wojskami miast Zabala i Adab, w której miał on zabić 15718 wrogów i wziąć do niewoli 14576 jeńców. Oba miasta miały zostać przez niego zdobyte, a ich mury obronne zburzone. Kolejni królowie z dynastii akadyjskiej, Naram-Sin (ok. 2254-2218) i Szar-kali-szarri (ok. 2217-2193 p.n.e.), prowadzili prace budowlane w Zabalam, odbudowując m.in. świątynię Inany (późniejsza Isztar), bogini opiekuńczej tego miasta. Naram-Sin wzniósł też świątynie poświęcone Inanie z Zabalam w innych miastach: Niniwie i Babilonie. Enheduana, siostra Rimusza, poświęciła z kolei świątyni Inany w Zabalam jeden ze swych hymnów świątynnych. Po upadku imperium akadyjskiego Zabalam znalazło się pod kontrolą królów Isin, o czym świadczą zachowane nazwy roczne takich królów jak Ur-Ninurta (ok. 1923-1896 p.n.e.) czy Iter-pisza (ok. 1833-1831 p.n.e.). Następnie miasto to znaleźć się musiało w rękach królów Larsy, gdyż jeden z nich, Warad-Sin (1834-1823 p.n.e.), wspomina w swej inskrypcji o odbudowie Giguna (sum. gi.gun4.na) – świątyni Inany w Zabalam. O istnieniu świątyni o tej nazwie w Zabalam wzmiankują też teksty literackie i religijne, takie jak np. Zejście Inany do świata podziemnego czy Lament nad upadkiem Sumeru i Ur. W pierwszym z nich Giguna w Zabalam jest jedną z siedmiu świątyń, które odwiedza bogini Inana przed zejściem do świata podziemnego. W drugim Giguna w Zabalam wymieniana jest wśród świątyń opuszczonych przez swych bogów. Za panowania Hammurabiego z Babilonu (1792-1750 p.n.e.) miasto Zabalam weszło w skład stworzonego przez niego państwa babilońskiego. Dowód na to znaleźć można w prologu Kodeksu Hammurabiego, gdzie król ten nazywany jest tym, „który przyjmuje do serca polecenia z Zabalam, który cieszy serce Isztar”. Zachowała się też inskrypcja Hammurabiego, w której mówi on o budowie E-zikalama (sum. é.zi.kalam.ma, tłum. „Dom życia kraju”) – świątyni Isztar w Zabalam:
„Po tym jak bogini Inana obdarzyła go pomyślną wróżbą aby rządził Sumerem i Akadem, i umieściła swe wodze w jego rękach, Hammurabi wzniósł świątynię E-zikalama, jej umiłowany dom, dla swej ukochanej Inany w Zabalam, mieście którego ona jest panią”